# Oïrate (langue)
Cet article concerne la langue oïrate. Pour le peuple oïrate, voir Oïrat.
L'oïrate (todo bitchig : ᡆᡕᡅᠷᠠᡑ
ᡘᡄᠯᡄᠨ [ɵːrə́t kʰelə́ɴ]; en kalmouk : Өөрд келн, Öörd keln) est une langue mongole parlée en Mongolie et en Chine (principalement dans la province du Qinghai et la région autonome du Xinjiang) et en Russie, dans la république de Kalmoukie, principalement par les Oïrats. Elle est divisée en un grand nombre de dialectes.

## Histoire
Depuis le XVIIe siècle, l'oïrate littéraire est la langue écrite des Oïrates, différente de celle des Mongols. L'usage de cette langue a cependant reculé au XXe siècle. Elle n'est plus connue de la plupart des Oïrates qui, en Mongolie et en Chine, utilisent le mongol comme langue littéraire.
Les divers dialectes oïrates restent oraux, à l'exception du kalmouk devenu une langue écrite.

## Écriture

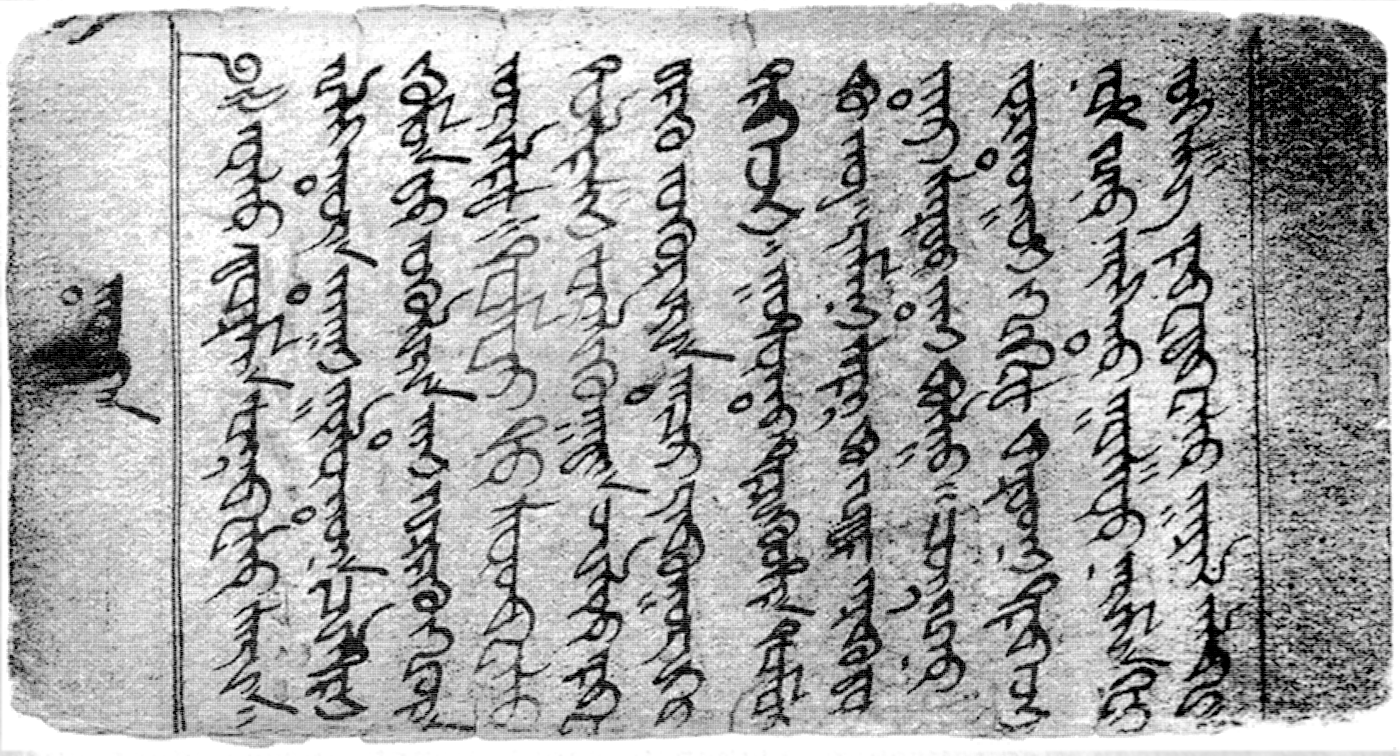
Manuscrit Oïrat du XIX en écriture claire

L'écriture claire, également appelée écriture claire oïrate, Todo bitchig (Тодо бичиг, todo bitchig) ou plus simplement Todo est une écriture créée par le moine bouddhiste oïrat Dalaï Zaya Pandita Oktorguin pour l'oïrate littéraire. Elle est basée sur l'écriture mongole traditionnelle, dit Hudum en oïrate, avec l'objectif de distinguer tous les sons de la langue orale et de rendre plus facile la transcription du tibétain et du sanskrit.
En Kalmoukie, l'alphabet cyrillique est utilisé depuis 1924 pour écrire le kalmouk.

## Classification de l'oïrate
Les dialectes oïrates sont :

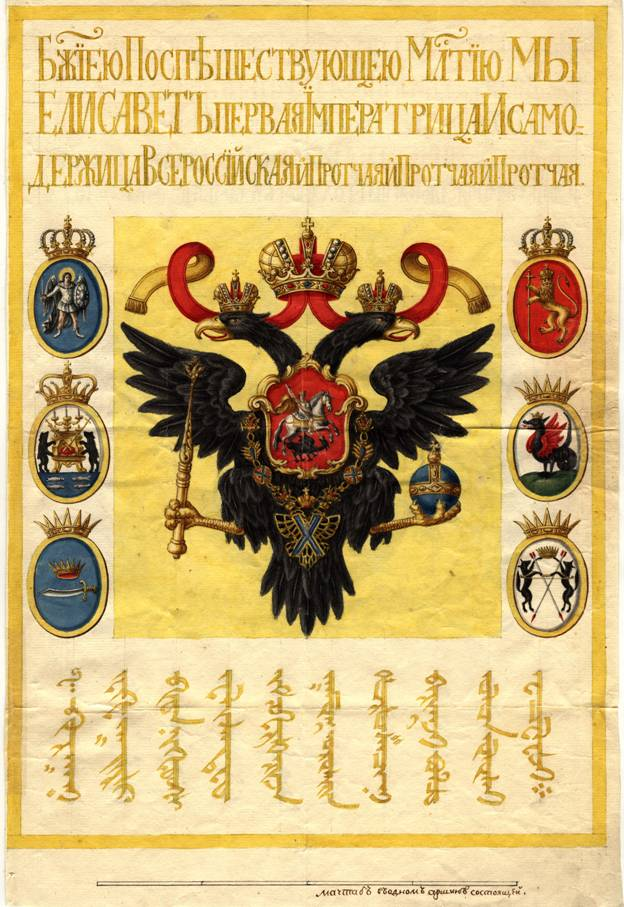
Bannière du Khan torgut (ou kalmouk) Donduk Dashi, en russe (cyrillique) et todo bitchig.

- dans l'Ouest de la Mongolie: l'uriankhai, le khoton, le mingat, le dzakhatchin ;
- en Chine, dans la région de Dzoungarie situé au Xinjiang: le torgut, le dörbet, l'ööld et le khoshut ;
- d'autres dialectes sont parlés au Qinghai, par des groupes appelés Mongols Deed ou khoshut ; ce sont le waisi, le mongol de Kokonour, le mongol de Henan ;
- plus à l'Ouest sont parlés le kalmouk, en Russie, et le kalmouk d'Issyk-Koul, au Kirghizistan.

Certains dialectes mongols présentent des traits oïrates :
- au Heilongjiang, l'ikh-mingat présente une phonétique proche de l'oïrate ;
- en Mongolie-Intérieure, l'alasha constitue un intermédiaire avec le mongol.